# Jedlová (berg i Tjeckien, lat 50,74, long 14,25)
Jedlová är ett berg i Tjeckien. Det ligger i den norra delen av landet, 70 km norr om huvudstaden Prag. Toppen på Jedlová är 530 meter över havet. Jedlová ingår i České Středohoří.
Terrängen runt Jedlová är huvudsakligen lite kuperad.Runt Jedlová är det ganska glesbefolkat, med 24 invånare per kvadratkilometer. Närmaste större samhälle är Ústí nad Labem, 17,3 km sydväst om Jedlová. I omgivningarna runt Jedlová växer i huvudsak blandskog.